# Cornel Wilde
Cornel Wilde (Prievidza, Hungria, 13 de Outubro de 1912 - Los Angeles, 16 de Outubro de 1989) foi um ator húngaro-americano.

## Biografia
Filho de mãe tcheco-eslovaca e pai húngaro, Cornelius Wilde Junior fez o curso pré-médico no College of Physicians and Surgeons, na Universidade de Columbia. 
Antes de sua estreia no cinema em 1940, estudou pintura em Budapeste, foi vendedor das lojas Macy's em Nova Iorque e jornalista.
Em 1936, estreou como ator de teatro na produção de Laurence Olivier, Romeu e Julieta.
Teve sua grande oportunidade no cinema em 1945, quando a Columbia o escolheu para interpretar Chopin em " À noite sonhamos", do diretor Charles Vidor, filme com que atingiu o estrelato e foi indicado ao Oscar de melhor ator.
Fez vários sucessos pela 20th Century Fox, mas entre 1951 e 1956 sua carreira foi bastante instável. Ele decidiu, então, em 1956, fundar sua própria produtora, a Theodora Productions, onde dirigiu mais de dez filmes, sendo o último deles, "O tesouro dos tubarões", em 1975.
Cornel faleceu vítima de leucemia, no Hospital Cedars Sinal, em Los Angeles, em 16 de outubro de 1989. Foi sepultado no Westwood Memorial Park, Los Angeles, Califórnia no Estados Unidos.

## Filmografia
- Flesh and Bullets - (1985)
- The Fifth Musketeer - (1979) - Dir. Ken Annakin. Com Beau Bridges e Sylvia Kristel.
- The Norseman - (1978) - Dir. Charles B. Pierce. Com Lee Majors e Mel Ferrer.
- Sharks' Treasure (O Tesouro dos Tubarões) - (1975) - Dir. Cornel Wilde.
- No Blade of Grass (A Mais Cruel Batalha) - (1970) - Dir. Cornel Wilde. Com Nigel Davenport e Jean Wallace.
- The Comic (Glória e Lágrimas de Um Cômico) - (1969) - Dir. Carl Reiner. Com Dick Van Dyke e Mickey Rooney.
- Beach Red (Desembarque Sangrento) - (1967) - Dir. Cornel Wilde.
- The Naked Prey (A Prova do Leão)[nota 2] - (1966) - Dir. Cornel Wilde.
- Lancelot and Guinevere (Lancelot, o Cavaleiro de Ferro) - (1963) - Dir. Cornel Wilde. Com Jean Wallace e Brian Aherne.
- Costantino il grande - (1962)
- Edge of Eternity (Covil da Morte) - (1959) - Dir. Don Siegel. Com Victoria Shaw.
- Maracaibo (Fogo em Maracaibo) - (1958) - Dir. Cornel Wilde. Com Jean Wallace.
- The Devil's Hairpin (Trampolim do Diabo) - (1957) - Dir. Cornel Wilde. Com Jean Wallace.
- Omar Khayyam (Aventuras de Omar Khayyam) - (1957) Dir. William Dieterle. Com Debra Paget, John Derek, Michael Rennie, Yma Sumac.
- Beyond Mombasa (Mombasa, a Selva Negra) - (1956) - Dir. George Marshall. Com Donna Reed.
- Hot Blood (Sangue Ardente) - (1956) - Com Nicholas Ray e Jane Russell.
- Storm Fear (òdio Entre Irmãos) - (1955) - Dir. Cornel Wilde. Com Jean Wallace.
- The Scarlet Coat (A Túnica Escarlate) - (1955) - Dir. Cornel Wilde. Com Michael Wilding.
- The Big Combo - (Império do Crime) (1955) - Dir. Joseph Lewis. Com Richard Conte.
- Passion (Sob a Lei da Chibata) - (1954) - Dir. Allan Dawn. Com Yvonne De Carlo.
- Woman's World - (O Mundo é da Mulher) (1954) - Dir. Jean Negulesco. Com Clifton Webb, June Allyson e Van Heflin.
- Star of India (Império da Espada) - (1954) - Dir. Arthur Lubin. Com Jean Wallace.
- Saadia (Saadia) - (1953) - Dir. Albert Lewin. Com Mel Ferrer.
- Main Street to Broadway - (1953) - Dir. Tay Garnett. Com Tom Morton e Mary Murphy. Feito para a TV.
- Treasure of the Golden Condor (O Tesouro do Condor de Ouro) - (1953) - Dir. Delmer Davis. Com Constance Smith e Anne Bancroft.
- Operation Secret (Um Segredo em Cada Sombra) - (1952) - Dir. Lewis Seller. Com Steve Cochran.
- California Conquest (O Fidalgo da Califórnia) - (1952) - Dir. Lew Landers. Com Teresa Wright.
- At Sword's Point - (1952) -
- The Greatest Show on Earth (O Maior Espetáculo da Terra) - (1952) - Dir. Cecil B. DeMille. Com Betty Hutton, Charlton Heston, James Stewart e Dorothy Lamour.
- Two Flags West (Entre Dois Juramentos) - (1950) - Dir. Robert Wise. Com Joseph Cotten e Linda Darnell.
- Swiss Tour - (1950)
- Four Days Leave - (1950) - Dir. Leopold Lindtberg. Com Jossete Day e Simone Signoret.
- Shockproof (Apaixonados) - (1949) - Columbia/ Dir. Douglas Sirk. Com Patrícia Knight.
- Road House (A Taberna do Caminho) - (1948) - Fox/ Dir. Jean Negulesco. Com Ida Lupino e Richard Widmark.
- The Walls of Jericho (Muralhas Humanas) - (1948) - Fox/ Dir. John Stahl. Com Anne Baxter, Linda Darnell e Kirk Douglas.
- It Had to Be You (Tem que Ser Você) - (1947) - Columbia/ Dir. Rudolph Maté e Don Hartman. Com Ginger Rogers.
- Forever Amber (Entre o Amor e o Pecado) - (1947) - Fox/ Dir. Otto Preminger. Com Linda Darnell e George Sanders.
- The Homestretch (Tu Voltarás, Querida) - (1947) - Fox/ Dir. Bruce Humberstone. Com Maureen O'Hara e Glenn Lagan.
- Stairway for a Star - (1947)
- Centennial Summer (Noites de Verão) - (1946) - Fox/ Dir. Otto Preminger. Com Jeanne Crain e Linda Darnell.
- The Bandit of Sherwood Forest (O Filho de Robin Hood) - (1946) - Dir. George Sherman e Henri Levin. Com Anita Louise e Edgard Buchanan.
- Leave Her to Heaven (Amar Foi Minha Ruína) - (1945) - Dir. John Stahl. Com Gene Tierney e Jeanne Crain.
- A Thousand and One Nights (Aladim e a Princesa de Bagdá) - (1945) - Dir. Alfred Green. Com Evelyn Keyes e Phil Silvers.
- A Song to Remember (À Noite Sonhamos) - (1945) - Dir. Charles Vidor. Com Paul Muni e Merle Oberon.
- Wintertime (Flor do Inverno) - (1943) - Dir. John Brahm. Com Sonja Henie e Jack Oakie.
- Life Begins at Eight-Thirty (Ao Levantar do Pano) - (1942) - Fox/ Dir. Irving Pichet. Com Monty Wooley e Ida Lupino.
- Manila Calling (Fala Manilha) - (1942) - Fox/ Dir. Herbert I. Leeds. Com Lloyd Nolan e Carole Landis.
- The Perfect Snob (Precisa-se de Um Marido) - (1941) - Fox/ Dir. Ray McCarey. Com Charlie Ruggles e Lynn Bari.
- Kisses for Breakfast - (1941)
- Knockout - (1941) - Warner Bros/ Dir. William Clemens. Com Arthur Kennedy e Olympe Bradna.
- High Sierra - (Último refúgio) (1941) - Warner Bros/ Dir. Raoul Walsh. Com Humphrey Bogart e Ida Lupino.
- Lady with Red Hair (A Mulher de Cabelos Vermelhos) - (1940) - Warner Bros/ Dir. Kurt Bernardt. Com Miriam Hopkins e Claude Rains.
- Gargoyles - Demônios dos seis séculos.